# Ingrid Parewijck
Ingrid Parewijck (Gent, 2 februari 1979) is een Belgisch fotomodel.

## Biografie
Parewijck werd in 1979 geboren in Gent, als dochter van een arts. Ze volgde een studie rechten, maar maakte deze niet af. Ze werd ontdekt als model door Dominique Models, nadat ze op aanraden van een vriendin een proefshoot had laten doen. In korte tijd stootte ze door naar de internationale top en werd het gezicht van koffiebrander Lavazza en het parfummerk Guerlain. Ze prijkte onder andere op de covers van Vogue, Elle en Photo Magazine.
In 2004, toen ze in New York woonde, werd Parewijck op JFK Airport gearresteerd met 2,7 gram cocaïne op zak. Ze ontliep een gevangenisstraf door te bekennen en een ontwenningskuur te ondergaan. Ze verloor wel diverse opdrachten, onder andere van Lavazza.
Parewijck had in het verleden een relatie met drummer Stéphane Misseghers met wie ze een zoon heeft. Van mei 2017 tot augustus 2020 was ze de partner van regisseur Erik Van Looy.